# Muhammad Mahmud Abbas
Muhammad Mahmud Abbas (arab. محمد محمود عباس) – egipski zapaśnik walczący w stylu wolnym. Brązowy medalista mistrzostw Afryki w 2002. Trzeci na mistrzostwach arabskich w 2001 roku.